# Pilocarpus racemosus
Pilocarpus racemosus är en vinruteväxtart som beskrevs av Vahl. Pilocarpus racemosus ingår i släktet Pilocarpus och familjen vinruteväxter.

## Underarter
Arten delas in i följande underarter:
- P. r. goudotianus
- P. r. racemosus
- P. r. viridulus
- P. r. heterochromus
- P. r. mollis
- P. r. yucatanus